# Women House
Women House est une exposition d'art organisée par le National Museum of Women in the Arts (NMWA) et le Musée du 11 Conti, Monnaie de Paris. Elle a eu lieu du 20 octobre 2017 au 28 janvier 2018 à la Monnaie de Paris et au National Museum of Women in the Arts à Washington D.C du 9 mars au 28 mai 2018. À l'occasion du 30e anniversaire du National Museum of Woman in the Arts, Women House commémore  Womanhouse, première installation artistique féminine dans le monde occidental.

## Historique

### Womanhouse (années 1970)
En 1969, Judy Chicago, artiste et enseignante à la California State University à Fresno à l'époque, permet dans son atelier l'usage de matériaux et techniques dites féminines à la suite de la demande de certaines étudiantes qui se sentaient plus à l'aise avec le fil et l'aiguille, le tissu et la couture .
En 1971, Paula Harper, une des premières historiennes de l'art féministe, propose un projet sur le thème novateur de l'espace domestique à Judy Chicago et ses étudiantes. Paula Harper leur propose une maison abandonnée dans laquelle elles présentent des projets divers notamment des performances comme  Cock and Cunt de Judy Chicago. L'événement est un succès, visité par des milliers de personnes,,,,.

### Women House
L'exposition Women House est une adaptation de l’exposition Womanhouse de 1972, et fait référence également à l’essai de Virginia Woolf, Une Chambre à soi, publié en 1929. L’exposition interroge la construction théorique et parfois politique de l'espace domestique, considéré comme le lieu de domination du corps féminin. Elle est placée sous le commissariat de Camille Morineau, Directrice des Expositions et des Collections de la Monnaie de Paris et de Lucia Pesapane, Commissaire d’exposition à la Monnaie de Paris,,,,. Les artistes, dont les œuvres composent cette exposition, sont des femmes. Camille Morineau fut déjà il y a quelques années la commissaire générale d'une exposition consacrées aux femmes artistes, au centre Beaubourg, elles@centrepompidou, présentée de mai 2009 à février 2011, qui avait également marquée les esprits.
Cette exposition Women House présente la maison comme un refuge, parfois une prison, mais elle la présente surtout comme un espace de création , « car les femmes sont restées assises à l'intérieur de leurs maisons pendant des millions d'années, si bien qu'à présent les murs mêmes sont imprégnés de leur force créatrice » (Virginia Woolf, Une chambre à soi, 1929).
Elle est exposée au musée de la Monnaie de Paris, en 2017, puis au National Museum of Women in the Arts, un musée de Washington destiné à la production artistique féminine, fondé en 1981 et ouvert en 1987.

## Les artistes
- Carla Accardi
- Helena Almeida
- Nazgol Ansarinia
- Monica Bonvicini
- Louise Bourgeois
- Heidi Bucher (en)
- Claude Cahun
- Pia Camil
- Johanna Demetrakas
- Lili Dujourie
- Lucy Gunning
- Mona Hatoum
- Birgit Bürgenssen
- Kirsten Justesen
- Karin Mack
- Isa Melsheimer
- Zanele Muholi
- Lucy Orta
- Letícia Parente
- Sheila Pepe (en)
- Martha Rosler
- Elsa Sahal
- Niki de Saint Phalle
- Miriam Schapiro
- Anne-Marie Schneider
- Lydia Schouten
- Cindy Sherman
- Laurie Simmons
- Penny Slinger
- Laure Tixier
- Valie Export
- Joana Vasconcelos
- Ana Vieira (en)
- Rachel Whiteread
- Sue Williamson
- Francesca Woodman
- Nil Yalter
- Shen Yuan
- Andrea Zittel